# Comuna Scoarța, Gorj
Scoarța este o comună în județul Gorj, Oltenia, România, formată din satele Bobu, Budieni, Câmpu Mare, Cerătu de Copăcioasa, Colibași, Copăcioasa, Lazuri, Lintea, Mogoșani, Pișteștii din Deal și Scoarța (reședința). Se află la 9 km de orașul Târgu Jiu.

## Patrimoniu
În Scoarța au existat până la începutul secolului 20 patru bisericuțe de lemn. Cea din centrul satului, acoperiță cu scoarță de stejar, de la care și-a luat numele întreaga așezare, a fost înlocuită în 1906 cu una nouă de zid. Biserica Dintre Vii a ars în 1967. Se păstrează bisericile de lemn din dealul Cârținești și din dealul Pietriș, martore din veacurile trecute ale culturii și artei acestei așezări.

## Demografie
Componența etnică a comunei Scoarța
     Români (79,33%)
     Romi (14,74%)
     Alte etnii (0,05%)
     Necunoscută (5,88%)
Componența confesională a comunei Scoarța
     Ortodocși (89,35%)
     Penticostali (3,82%)
     Alte religii (0,76%)
     Necunoscută (6,08%)
Conform recensământului efectuat în 2021, populația comunei Scoarța se ridică la 5.529 de locuitori, în creștere față de recensământul anterior din 2011, când fuseseră înregistrați 4.844 de locuitori. Majoritatea locuitorilor sunt români (79,33%), cu o minoritate de romi (14,74%), iar pentru 5,88% nu se cunoaște apartenența etnică. Din punct de vedere confesional, majoritatea locuitorilor sunt ortodocși (89,35%), cu o minoritate de penticostali (3,82%), iar pentru 6,08% nu se cunoaște apartenența confesională.

## Politică și administrație
Comuna Scoarța este administrată de un primar și un consiliu local compus din 13 consilieri. Primarul, Ion-Grigore Stamatoiu[*], de la Partidul Social Democrat, este în funcție din 2016. Începând cu alegerile locale din 2024, consiliul local are următoarea componență pe partide politice:
|  | Partid                          | Consilieri | Componența Consiliului | Componența Consiliului | Componența Consiliului | Componența Consiliului | Componența Consiliului | Componența Consiliului | Componența Consiliului |
|  | ------------------------------- | ---------- | ---------------------- | ---------------------- | ---------------------- | ---------------------- | ---------------------- | ---------------------- | ---------------------- |
|  | Partidul Social Democrat        | 7          |                        |                        |                        |                        |                        |                        |                        |
|  | Partidul Național Liberal       | 3          |                        |                        |                        |                        |                        |                        |                        |
|  | Uniunea Salvați România         | 1          |                        |                        |                        |                        |                        |                        |                        |
|  | Alianța pentru Unirea Românilor | 1          |                        |                        |                        |                        |                        |                        |                        |
|  | Partida Romilor „Pro Europa”    | 1          |                        |                        |                        |                        |                        |                        |                        |

## Vezi și
- Biserica de lemn din Bobu-Bobaia
- Biserica de lemn din Bobu-Gorgania
- Biserica de lemn din Colibași
- Biserica de lemn din Lazuri, Gorj
- Biserica de lemn din Pișteștii din Deal
- Biserica de lemn din Scoarța-Cârținești
- Biserica de lemn din Scoarța-Pietriș, Gorj
- Biserica „Sfinții Trei Ierarhi” din Budieni